# Абдул Меджид ал-Фузан
Вижте пояснителната страница за други личности с името Абдул Меджид.
Абдул Меджид ал-Фузан (на арабски: عبد المجيد الفوزان, IPA: [ʕbd æːlmdʒiːd ɑlfuːzaːn] е певец и актьор от Саудитска Арабия.

## Биография
Роден е в столицата Рияд на 22 септември 1990 г. или по Хиджра на 23 март 1411 г.
Започва своята кариера в музиката с рецитали, участвайки в местни фестивали, но придобива известност в Саудитска Арабия с участието си в албума „Ал-Ашбал 2“ (الأشبال 2) през 2007 година с вокалистите Мохсен Досари и Муса Омайра. След това участва в песента „Сърцето ми е в Алтея“ (Калби али нар Алтия – قلبي على نار التياع), дует с вокалиста Мохсен Досари, в албум, издаден през 2008 г., а година по-късно албум „Синът ми спи в Яфа“ (Яабни Джаффа ал-Нум – ياابني جفا النوم), дует с вокалиста Муса Омайра, издаден през 2009 г.